# Campionat de Catalunya de bàsquet femení 1944-1945
El Campionat de Catalunya de bàsquet femení de 1944-1945, denominat Campeonato Regional Femenino de Baloncesto, fou la cinquena edició de la competició. Se celebrà des del 18 de febrer fins al 25 de març de 1945 i fou organitzada per la Federació Catalana de Basquetbol. Hi participaren quatre clubs, el Club Esportiu Hispano Francès, el RCD Espanyol, el Liceu Francès i la Secció Femenina de Barcelona.
La competició es disputà en format de lliga regular a doble volta,  un partit com a local i l'altre com a visitant, amb un total de sis jornades. La classificació final s'establí d'acord amb els punts totals obtinguts per cada equip en finalitzar el campionat. Els clubs participants obtingueren dos punts per cada victòria i un punt per cada derrota.

## Llista de resultats
| Jornada | Data       | Local - Visitant                  | Resultat |
| ------- | ---------- | --------------------------------- | -------- |
| 1       | 18/02/1945 | Hispano Francès - Secció Femenina | 23-4     |
| 1       | 18/02/1945 | Liceu Francès - RCD Espanyol      | 9-36     |
| 2       | 25/02/1945 | RCD Espanyol - Hispano Francès    | 18-28    |
| 2       | 25/02/1945 | Secció Femenina - Liceu Francès   | 24-11    |
| 3       | 04/03/1945 | Secció Femenina – RCD Espanyol    | 13-23    |
| 3       | 04/03/1945 | Hispano Francès - Liceu Francès   | 41-13    |
|         |            |                                   |          |
| 4       | 11/03/1945 | Secció Femenina - Hispano Francès | 11-16    |
| 4       | 11/03/1945 | RCD Espanyol - Liceu Francès      | 39-16    |
| 5       | 18/03/1945 | Hispano Francès - RCD Espanyol    | 17-5     |
| 5       | 18/03/1945 | Liceu Francès - Secció Femenina   | 7-30     |
| 6       | 25/03/1945 | RCD Espanyol - Secció Femenina    | 5-17     |
| 6       | 27/03/1945 | Liceu Francès - Hispano Francès   | s/d      |
|         |            |                                   |          |

## Classificació general

### Fase regular
| Pos | Equip              | PJ | G | P | PF  | PC  | DP   | Pts |  | HIS   | ESP   | SFB  | LIC   |
| --- | ------------------ | -- | - | - | --- | --- | ---- | --- |  | ----- | ----- | ---- | ----- |
| 1   | CE Hispano Francès | 6  | 6 | 0 | 126 | 45  | +81  | 12  |  | —     | 17–5  | 23–4 | 41–13 |
| 2   | RCD Espanyol       | 6  | 3 | 3 | 126 | 100 | +26  | 9   |  | 18–28 | —     | 5–17 | 39–16 |
| 3   | Secció Femenina    | 6  | 3 | 3 | 93  | 86  | +7   | 9   |  | 5–17  | 13–23 | —    | 24–11 |
| 4   | Liceu Francès      | 6  | 0 | 6 | 56  | 170 | −114 | 6   |  |       | 9–36  | 7–30 | —     |

El CE Hispano Francès fou el primer classificat del campionat amb sis victòries, però en ser considerat un club estranger per les autoritats franquistes, no fou proclamat campió de Catalunya. El RCD Espanyol i la Secció Femenina acabaren empatats a punts en la segona i tercera posició, respectivament, i van haver de disputar un partit de desempat per determinar el campió del torneig. Els dos clubs acordaren disputar el partit al camp del Bàsquet Institució Montserrat el 15 d'abril de 1945.

### Partit de desempat
El partit de desempat es disputà al camp neutral del BIM el 15 d'abril de 1945. Es proclamà campió el RCD Espanyol, que guanyà per 17 a 13 a la Secció Femenina i aconseguí el seu segon títol de campió de Catalunya. Destacà l'actuació de la capitana de l'equip blanc-i-blau, Margarita Mira, amb quatre punts, i Rosalía Peón, amb vuit, màxima anotadora del matx.
| 15 d'abril de 1945 Notícia | Secció Femenina | 13–17 | RCD Espanyol | Camp del BIM, Barcelona Àrbitres: Marqués |
| 15 d'abril de 1945 Notícia | Pts: Elvira 4   |       | Pts: Peón 8  | Camp del BIM, Barcelona Àrbitres: Marqués |

| Secció Femenina | RCD Espanyol |

| #     | Jugadora         | Pts |
| ----- | ---------------- | --- |
|       | Catalina Nin     | 2   |
|       | Rosita Fradera   | 0   |
|       | Maruja Elvira    | 4   |
|       | Maria Teresa Nin | 2   |
|       | María Ferrer     | 3   |
|       | Dolores Pastor   | 2   |
| Equip | Equip            | 13  |

| Campió de Catalunya de bàsquet 1945 |
| ----------------------------------- |
| RCD Espanyol Segon títol            |

| #     | Jugadora          | Pts |
| ----- | ----------------- | --- |
|       | Cristina Santiago | 0   |
|       | Marina Carceller  | 3   |
|       | Rosalía Peón      | 8   |
|       | Carmen Santonja   | 2   |
|       | Margarita Mira    | 4   |
|       | Conchita Canosa   | 0   |
|       | Anita Poch        | 0   |
| Equip | Equip             | 17  |